# ギオルギ・パプナシュヴィリ
ギオルギ・パプナシュヴィリ（Giorgi Papunashvili グルジア語 გიორგი პაპუნაშვილი,  1995年9月2日 - ）は、グルジア（現 : ジョージア）・トビリシ出身のプロサッカー選手。FKラドニチュキ・ニシュ所属。ポジションはMF。

## 来歴
2004年にFCディナモ・トビリシのユースチームに入団。2012年にBチームに昇格。翌2013年にトップチームに昇格し、11月30日の国内リーグウマグレシ・リーガのFCスパルタキ・ツヒンヴァリ戦でプロデビュー。翌2014-15シーズンは飛躍のシーズンとなり、21試合の出場ながら14ゴールを記録。更に2014年10月24日の同じくFCスパルタキ・ツヒンヴァリ戦では、自身初のハットトリックを達成するなど。注目を集める。
2015年7月、ヴェルダー・ブレーメンへのローン移籍が決まり、ブレーメンIIに配属。しかし、3部リーグで20試合2ゴールに終わり、完全移籍はならず、トビリシに復帰。
2017年6月17日、レアル・サラゴサと4年契約を締結したことが発表された。
2020年12月24日、アポロン・リマソールに移籍した。

## ジョージア代表
2012年にスロバキアで開催されたUEFA U-17欧州選手権2012に、U-17ジョージア代表として出場。2014年6月3日のアラブ首長国連邦戦で、フル代表デビューを果たした。